# Wrecking Ball (píseň, Miley Cyrus)
„Wrecking Ball“ (v překladu „demoliční koule“) je píseň americké zpěvačky Miley Cyrus z jejího čtvrtého studiového alba Bangerz (2013). Jako druhý singl z této desky byla vydána 25. srpna 2013 společností RCA Records. Autory písně jsou MoZella, Stephan Moccio, Sacha Skarbek, Lukasz Gottwald a Henry Russell Walter. „Wrecking Ball“ je popová balada, která popisuje rozpad vztahu.
„Wrecking Ball“ měla obecně velmi příznivé recenze od hudebních kritiků, kteří oceňovali zejména lyrický obsah. Single debutoval v US Billboard Hot 100 na padesáté příčce, po vydání videoklipu se dostal na první příčku hitparády ve Spojených státech a tuto pozici si udržel 9 týdnů.
K lednu 2014 se prodalo přes 3 miliony kopií ve Spojených státech. V mezinárodním srovnání pak píseň zaznamenala největší úspěch v Kanadě, na Filipínách, ve Španělsku a ve Spojeném království.
V Top 10 pak bodovala v Oceánii a ve většině státech Evropy.

## Videoklip
Videoklip byl zveřejněn 9. září 2013. V klipu jsou zaznamenané detailní scény uplakané Miley Cyrus, která hovoří o svých pocitech přímo k posluchači, tento záběr se střídá s demoliční koulí, na které Miley sedí a bourá zdi, které mají symbolizovat její vztah. Spousta hudebních kritiků dospěla k názoru, že některé scény v klipu jsou až moc provokativní. Videoklip k písni držel rekord v počtu zhlédnutí (s 19,3 miliony) v průběhu prvních 24 hodin na Vevo. Na MTV Europe Music Adwards 2013 a MTV video Music Adwards si Miley odnesla ceny za nejlepší video. V Monte Carlu v roce 2014 obdržela cenu za tento klip jako nejlepší video na světě.